# Zabić Logana Kelihera
Zabić Logana Kelihera (ang. Bullet for a Badman) – amerykański western z 1964 roku napisany przez Mary i Willarda Willinghamów oraz wyreżyserowany przez Roberta G. Springsteena. Wyprodukowany przez Universal Pictures. Główną rolę w filmie zagrał Audie Murphy.
Premiera filmu miała miejsce 24 czerwca 1964 roku w Stanach Zjednoczonych.

## Opis fabuły
Logan Keliher (Audie Murphy), były stróż prawa na Dzikim Zachodzie, zmuszony jest jeszcze raz sięgnąć po broń. Musi schwytać dawnego kumpla, Sama Warda (Darren McGavin), z którym rozstał się w niezbyt miłych okolicznościach. Przyczyną była kobieta. Ścigając go Logan odkrywa, że prawdziwą kanalią nie jest Sam, ale urocza Lottie (Ruta Lee).

## Obsada
- Audie Murphy jako Logan Keliher
- Darren McGavin jako Sam Ward
- Ruta Lee jako Lottie
- Beverley Owen jako Susan
- Skip Homeier jako Pink
- George Tobias jako Diggs
- Alan Hale Jr. jako Leach
- Berkeley Harris jako Jeff
- Edward Platt jako Tucker
- Kevin Tate jako Sammy
- Cece Whitney jako Goldie

i inni